# コルフィーニオ
コルフィーニオ（イタリア語: Corfinio）は、イタリア共和国アブルッツォ州ラクイラ県にある、人口約1100人の基礎自治体（コムーネ）。
古代都市コルフィニウム（Corfinium）の遺跡が近郊にある。

## 名称
中世以後、ヴァルヴァ（Valva）の名で呼ばれた。当地を管轄するローマ・カトリック教会の司教区はスルモナ＝ヴァルヴァ司教区 (Roman Catholic Diocese of Sulmona-Valva) である。
1928年に「コルフィニウム」を現代イタリア語に変化させた「コルフィーニオ」と改称された。

## 地理

### 位置・広がり
ラクイラ県中部のコムーネ。スルモナから北西へ11km、アヴェッツァーノから東北東へ36km、州都・県都ラクイラから南東へ44kmの距離にある。

#### 隣接コムーネ
隣接するコムーネは以下の通り。括弧内のPEはペスカーラ県所属を示す。
- ポーポリ・テルメ (PE)
- プラートラ・ペリーニャ
- ライアーノ
- ロッカカザーレ
- サッレ (PE)
- トッコ・ダ・カザウリア (PE)
- ヴィットリート

## 歴史
古代都市コルフィニウムには、イタリック人の一派であるパエリグニ人 (Paeligni) が暮らしていた。同盟市戦争（紀元前91年 - 紀元前88年）中には、ローマに対抗したサムニウム人たちが首都とし、その領域を「イタリア」と呼んだ（イタリア人の項目も参照）。「イタリア」の語は、オスク語の"Vitelia"という呼称から来ている。コルフィニウムも "Viteliù" と呼ばれた。